# Protectvision
Protectvision ist ein deutsches Software-Unternehmen, dessen Hauptgeschäftsfelder die Entwicklung von Überwachungs- und Sicherheitssoftware sind. Es wurde 1999 unter dem Namen Protectcom gegründet.

## Geschichte
Das Unternehmen wurde 1999 als ProtectCom GmbH in Saarbrücken gegründet. Das Unternehmen ist im Geschäftsfeld IT-Unternehmensberatung sowie Sicherheitsanalysen von Netzwerken und Monitoring von IT Systemen tätig. Dabei arbeitet es mit StarDot Technologies und Veriato (Vereinigte Staaten) sowie WebSpy (Australien) zusammen.
Mit der Software Orvell Monitoring wurde ein eigenes Produkt für den deutschen Markt entwickelt, mit dem das Unternehmen Marktführer für visuelle PC-Monitoring-Lösungen in Deutschland wurde. Insbesondere nach den Terroranschlägen am 11. September 2001 konnte das Unternehmen neue Kunden gewinnen. Im Rahmen der COVID-19-Pandemie wurde die Überwachungssoftware auch für die Überwachung aus der Ferne, also für das Homeoffice, erweitert. Während der Pandemie erreichte das Unternehmen in Deutschland und der Schweiz einen Zuwachs von anfänglich 15 %, später 30 % nach dem November-Lockdown in Deutschland.
Das Unternehmen geriet insbesondere in die Kritik, da ihre Softwarelösungen auf die Überwachung von Mitarbeitern abzielen. Der Einsatz der Software erfolgt in einer rechtlichen Grauzone. Das Unternehmen warnt selbst vor der illegalen Überwachung durch ihre Software im privaten Bereich. Für Heimanwender bietet das Unternehmen jedoch die Spionagesoftware mSpy an, die „damit wirbt, dass sie Eltern hilft, ihrer elterlichen Aufsichtspflicht nachzukommen.“
Der Sitz des Unternehmens wurde 2011 von Saarbrücken nach München verlegt. Seit 2018 befindet sich das Unternehmen in Völklingen, die Umbenennung zu Protectvision erfolgte 2019.

## Preise und Auszeichnungen
2001 wurde ProtectCom in der Kategorie Arbeitswelt für sein Überwachungsprodukt Spector mit dem Negativpreis Big Brother Award ausgezeichnet. Die aus den USA importierte Software protokolliert alles, was an einem Computerarbeitsplatz geschieht, von der Protokollierung von Tastaturanschlägen über Screenshots bis hin zur vollständigen Protokollierung jeglicher Kommunikation.